# Chloë Sevigny
Chloë Stevens Sevigny (født 18. november 1974) er en amerikansk filmskuespillerinde, modedesigner og tidligere fotomodel. Hun blev kendt for sin karriere bredt i modeverdenen i midten af 1990'erne, hvor hun både var model og arbejdede for det New York-baserede Sassy-modeblad. Sassy   udnævnte hende til "it girl" på det tidspunkt, idet bladet opfattede   hende som en førende og trendsættende model i perioden; hun var dermed   med til at sætte New York på tidens modescene.
Sevigny fik sin debut som filmskuespiller i en hovedrolle i Larry Clarks film Kids fra 1995, hvilket indbragte hende en nominering til en Independent Spirit Award. Hun fulgte succesen op med flere roller i independent-film   (film, der ikke blev lavet af de etablerede filmselskaber). Mange af   disse film fik god kritik, og Sevigny etablerede derved et ry som   prinsesse af indie-filmene. I 1999 optrådte hun i mainstream-filmen Boys Don't Cry i en rolle, der gav hende nomineringer til prisen for bedste kvindelige birolle ved Oscar- og Golden Globe-uddelingerne. 
Efterfølgende har hun spillet i en række film, fortsat ofte i independent-film som American Psycho (2000), Party Monster (2003) og Lars von Triers Dogville (2003). I 2006 fik hun en vigtig rolle i tv-serien Big Love, for hvilken hun blev nomineret til prisen for bedste kvindelige birolle ved Golden Globe-uddelingen. Chloë Sevigny har endvidere spillet med i Off-Broadway-teaterstykker, og endelig har hun designet flere tøjserier.

## Opvækst
Chloë Stevens Sevigny blev født i Springfield, Massachusetts og voksede op i Darien, Connecticut. Hendes mor Janine er af polsk-amerikansk afstamning., mens faren H. David Sevigny, som var maler, var af fransk-canadisk afstamning. Han døde af cancer i 1996. Chloës storebror Paul er nu discjockey i New York.
Som  barn spillede Chloë Sevigny ofte teater og tilbragte blandt andet flere  somre på teaterlejre. I det relativt velstående Darien var hendes  familie ikke så rige, så Chloë havde forskellige jobs, mens hun gik i  high school. Hun var blandt andet i en periode babysitter for Topher Grace, der senere også blev skuespiller, og hans lillesøster, og hun fejede også tennisbanerne i den lokale country club.
Som  teenager var hun noget af en rebel, der trodsede en ellers striks mor  og hang ud med vennerne ved den lokale tankstation, hvor hun blandt  andet røg cigaretter. På et tidspunkt barberede hun sig skaldet og solgte håret til en parykmager. Hun har åbent indrømmet at have eksperimenteret med narkotika, mest hallucinogener, men da hun blev opdaget af sine forældre, blev hun sendt til møde i Anonyme Alkoholikere, og hun stoppede igen, da hun ikke havde til hensigt at blamere sin familie. En anden interesse for hende var skateboardløb, som hun dyrkede med sin storebror, men ellers tilbragte hun megen tid på sit værelse, hvor hun ofte syede.
Som 18-årig flyttede Sevigny hjemmefra til en lejlighed i Brooklyn, og her blev hun en dag på gaden set af en moderedaktør på magasinet Sassy. Denne var så imponeret af Sevignys stil, at hun inviterede hende til at blive praktikant på bladet. Hun blev snart model for Sassy og andre blade, og da forfatteren Jay McInerney så hende og skrev en syv sider lang artikel om hende i The New Yorker, hvor han omtalte hende som "It Girl", var hendes gennembrud klart.

## Skuespillerkarrieren

### De første år (1995-1999)
Allerede mens hun gik i high school, mødte Sevigny Harmony Korine  i New York, og de to blev gode venner. Korine havde planer om at  arbejde med film. Da han skrev manuskriptet til lavbudgetfilmen Kids, som Larry Clark instruerede, fik Chloë Sevigny en rolle som en teenager i New York, der opdager, at hun er HIV-positiv.  Oprindeligt var det meningen, at hun skulle have haft en noget mindre  rolle, men fik med få dages varsel den noget større rolle. Hun har selv  udtalt, at Korine stod bag dette, og at han vist mest kunne lide hendes  hår. Trods filmens lave budget og forbud mod at lade selv store børn se filmen blev den vel modtaget af flere kritikere. 
Chloë Sevignys rolle i Kids blev bemærket, og hun fik efterfølgende en relativt lille, men vigtig rolle i Steve Buscemis film Tree Lounge. Kort efter blev hun tilbudt en lille rolle i I Shot Andy Warhol; i den forbindelse prøvede hun for første gang at blive prøvefilmet til rollen, som hun imidlertid sagde nej tak til. I stedet kom hun til at spille en af hovedrollerne i Harmony Korines Gummo, hans instruktørdebut. Han og Sevigny var på dette tidspunkt kærester. Filmen var som hendes debutfilm ret kontroversiel, og hun har senere omtalt den som en af hendes egne favoritter.
De følgende par år fik Sevigny flere roller, ofte i independent film. I den periode spillede hun blandt andet sammen med Woody Harrelson og Kate Beckinsale. En af hendes instruktører, Whit Stillman, omtalte hende som "... et naturtalent. Man instruerer hende ikke. Hun spiller ikke − det er bare ægte." Ved siden af filmene medvirkede hun endvidere i et off-Broadway-teaterstykke, hvor hun spillede en teenager, der var med til grov mobning, der mundede ud i drabet på en yngre pige − et stykke baseret på en virkelig begivenhed. Stykket tog så psykisk hårdt på hende, at hun i en periode gik i kirke igen.

### Gennembruddet (1999-2003)
Gennembruddet for Chloë Sevigny kom, da hun fik en rolle i Boys Don't Cry  (1999). Hun spillede her en ung kvinde, der forelsker sig i en mand  uden at vide, at han tidligere har været en kvinde. Filmen fik særdeles  fine anmeldelser og blev en moderat salgssucces. Hendes rolle blev ofte  fremhævet, og hun blev nomineret til såvel Golden Globe som Oscar for bedste kvindelige birolle.
Det blev startskuddet til flere roller i mainstream-film, selv om Sevigny fortsat var med i kontroversielle independent-film som American Psycho  (2000). Som regel tog hun rollerne, fordi hun syntes, de var  interessante, men da hun i en periode boede hos sin mor, der havde  økonomiske problemer, tog Sevigny en rolle i en tv-film udelukkende for pengenes skyld. Blandt hendes mere specielle opgaver på samme tid var 
en rolle i Olivier Assayas' franske film Demonlover (2002), hvor hun blandt andet spillede sammen med Connie Nielsen.  Sevigny har siden sagt, at bortset fra, at det var svært at indspille  en film på fransk, fandt hun det også specielt, at instruktøren knap nok  talte med hende. Det følgende år medvirkede hun i Lars von Triers eksperimenterende Dogville sammen med kolleger som Laren Bacall og Nicole Kidman.

### Kontroverser omBrown Bunnyog følgerne heraf (2003-2006)
I 2003 fik Chloë Sevigny den kvindelige hovedrolle i Brown Bunny, hvor hun spillede over for filmens instruktør Vincent Gallo. Filmen vakte opsigt ved at vise en eksplicit fellatioscene med Sevigny i slutningen. Selv forsvarede hun filmen ved at betegne den som et kunstværk på linje med Andy Warhols film. Rollen betød, at hendes agentbureau fyrede hende, men Sevigny har ikke fortrudt.
Kontroverserne i forbindelse med Brown Bunny gav ikke Sevigny mindre at lave. Hun kom nu med i Woody Allens Melinda og Melinda (2004), og hun fik en lille rolle i von Triers Manderlay samt over for Bill Murray i Broken Flowers.

### Big Loveog frem (2006-nu)
Tv-serien Big Love blev endnu et spring for Sevigny. Hun fik en af de bærende roller i serien om en mormonfamilie, der foreløbig er sendt i fem sæsoner. Rollen indbragte hende en Golden Globe-nominering i 2010 for seriens tredje sæson. 
Hun har generelt fortsat med at medvirke i en blanding af independent-film og mainstream-produktioner. Blandt de instruktører, hun har spillet for i de senere år, er David Fincher og Werner Herzog.

## Sevigny og mode
Chloë  Sevignys interesse for mode og tøj samt hendes sideløbende karriere som  fotomodel fra teenageårene, til hun var i begyndelsen af tyverne, har  ført hende til en prominent karriere som modedesigner. Hun har designet  flere kollektioner af tøj, enten alene eller sammen med andre, og hendes  lidt uortodokse stil har gjort hende til et modeikon.

## Privatliv
Sevigny  har haft enkelte længerevarende forhold. Først var det med Harmony  Korine, og senere har hun været kæreste med rockmusikeren Jarvis Cocker fra Pulp. Det længst varende forhold indtil nu har hun haft med Matt McAuley fra støjrockbandet A.R.E. Weapons, som hun kom sammen med i omkring otte år.

## Filmografi
| Film    | Film                                                  | Film               | Film                                                                                               |
| År      | Film                                                  | Rolle              | Noter                                                                                              |
| ------- | ----------------------------------------------------- | ------------------ | -------------------------------------------------------------------------------------------------- |
| 1995    | Kids                                                  | Jennie             | Nomineret til en Independent Spirit Award for bedste kvindelige birolle                            |
| 1996    | Trees Lounge                                          | Debbie             | |
| 1997    | Gummo                                                 | Dot                | Medvirker også som kostumedesigner                                                                 |
| 1998    | Palmetto                                              | Odette             | |
| 1998    | The Last Days of Disco                                | Alice Kinnon       | |
| 1999    | Boys Don’t Cry                                        | Lana Tisdel        | En lang række priser og nomineringer, heriblandt nomineret til Oscar for bedste kvindelige birolle |
| 1999    | Julien Donkey-Boy                                     | Pearl              | |
| 1999    | A Map of the World                                    | Carole Mackessy    | |
| 2000    | American Psycho                                       | Jean               | |
| 2000    | If These Walls Could Talk 2                           | Amy                | |
| 2002    | Ten Minutes Older: The Trumpet                        |                    | |
| 2002    | Demonlover                                            | Elise Lipsky       | |
| 2003    | Party Monster                                         | Gitsie             | |
| 2003    | Death of a Dynasty                                    | Sexet kvinde nr. 1 | |
| 2003    | Dogville                                              | Liz Henson         | |
| 2003    | Brown Bunny                                           | Daisy              | |
| 2003    | Shattered Glass                                       | Caitlin Avey       | |
| 2004    | Melinda og Melinda                                    | Laurel             | |
| 2005    | Manderlay                                             | Philomena          | |
| 2005    | Broken Flowers                                        | Carmens assistent  | |
| 2005    | Mrs. Harris                                           | Lynne Tryforos     | tv-film                                                                                            |
| 2005    | 3 Needles                                             | Clara              | |
| 2006    | Lying                                                 | Megan              | |
| 2006    | Sisters                                               | Grace Collier      | |
| 2007    | Zodiac                                                | Melanie            | Første film med stort budget                                                                       |
| 2009    | The Killing Room                                      | Emily Reilly       | |
| 2009    | My Son, My Son, What Have Ye Done                     | Ingrid             | |
| 2009    | Beloved                                               | Kim                | shortfilm                                                                                          |
| 2010    | All Flowers in Time                                   | Holly              | kortfilm                                                                                           |
| 2010    | Fight for Your Right Revisited                        | Metal Chick        | kortfilm                                                                                           |
| 2010    | Beautiful Darling                                     | Candy Darling      | speak, dokumentarfilm                                                                              |
| 2010    | Barry Munday                                          | Jennifer Farley    | |
| 2010    | Mr. Nice                                              | Judy Marks         | |
| 2011    | The Wait                                              | Emma               | |
| 2017    | Snemanden                                             |                    | |
| Tv      |                                                       |                    | |
| År      | Titel                                                 | Rolle              | Noter                                                                                              |
| 2004    | Will & Grace (Sæson 6, episode 17: "East Side Story") | Monet              | Tv-debut                                                                                           |
| 2006–nu | Big Love                                              | Nicolette Grant    | Nomineret til en Golden Globe for bedste kvindelige birolle i en serie, miniserie eller tv-film    |

| År   | Titel                                 | Rolle    | Kunstner               | Noter                                 |
| ---- | ------------------------------------- | -------- | ---------------------- | ------------------------------------- |
| 1993 | "Sugar Kane"                          | Pige     | Sonic Youth            | Første filmoptræden for Chloë Sevigny |
| 2005 | "I Feel Like the Mother of the World" | Ung pige | Smog (band)            |                                       |
| 2009 | "Any Fun"                             | Skater   | Coconut Records (band) |                                       |